# Legante spettatore
Nel campo dei composti di coordinazione un legante spettatore è un legante che rimane immutato durante le reazioni cui partecipa un complesso, limitandosi ad occupare parte della sfera di coordinazione. Benché non partecipi direttamente alla reazione, un legante spettatore può influenzare in molti modi la reattività del centro metallico collegato, modificando le proprietà elettroniche o steriche del complesso, o conferendo opportuna solubilità nel solvente usato. Questi effetti possono essere variati cambiando i sostituenti presenti sul legante. Un legante spettatore può anche limitarsi a bloccare alcuni siti di coordinazione attorno al metallo in modo che la reazione possa avvenire su siti specifici rimasti liberi.
I leganti spettatori sono spesso chelati o polidentati, in modo da favorire la stabilità del loro legame col metallo. Alcuni esempi sono illustrati nella galleria di immagini.

2,2'-bipiridina
1,2-bis(difenilfosfino)etano
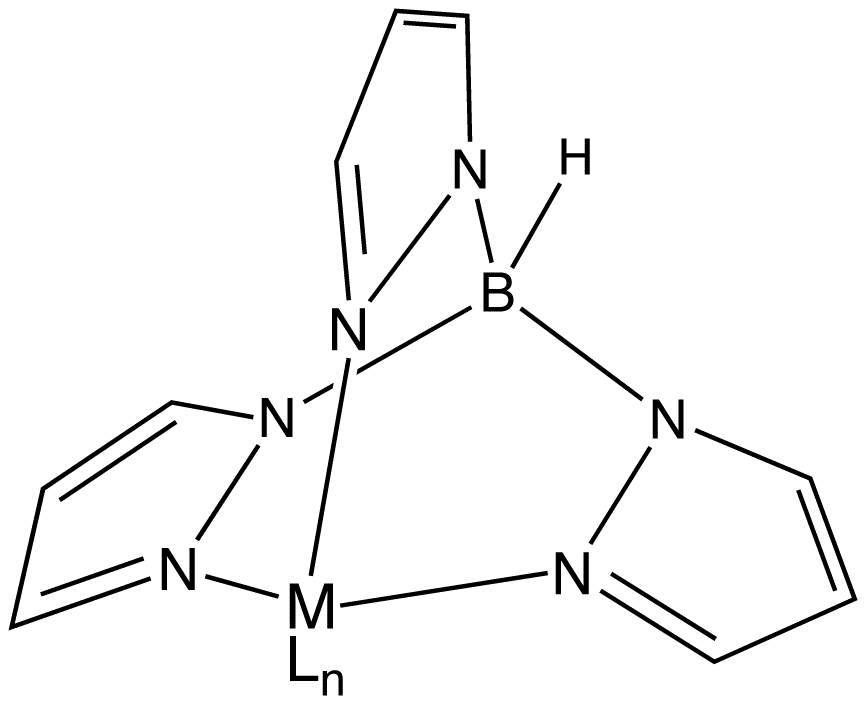
Un legante trispirazolilborato legato ad un centro MLn
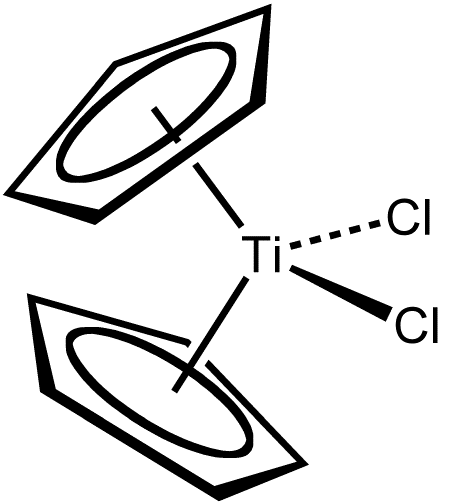
Due anelli ciclopentadienilici usati nel dicloruro di titanocene